# Художествена галерия „Владимир Димитров – Майстора“
Художествената галерия „Владимир Димитров – Майстора“ се намира в Кюстендил, ул. „Патриарх Евтимий“ № 20. Тя е сред Стоте национални туристически обекта на България.

## История и експозиции
На 6 август 1944 г. в кюстендилската джамия Ахмед бей по инициатива на Драган Лозенски, Кирил Цонев и д-р Георги Ефремов на основата на сбирка от 50 творби на Владимир Димитров – Майстора се открива музейна сбирка и художествена галерия.
На 24 май 1959 г. се открива самостоятелно обособена Градска картинна галерия. Тя е разположена в сградата на бившата еврейска синагога. Фондът съдържа 152 картини на 18 кюстендилски художници. Галерията събира, съхранява и експонира творчеството на кюстендилските и други изтъкнати художници. През 1971 г. е открита юбилейната изложба на н.х. Никола Мирчев.
На 24 ноември 1972 г., по случай 90-годишнината от рождението на Владимир Димитров – Майстора, е открита новата сграда на галерията (Авторски колектив: арх. М. Минева, инж. А. Конфорти, инж. Г. Даскалов, инж. Желев, арх. Сл. Василев). Интериорът е подчинен изцяло на идеята за създаване подходяща среда на картините на Майстора. Той излъчва същата простота и хармония, както платната, експонирани върху изчистените стенни плоскости на залите. Пространствата са решени на нива, свързани от общото естествено горно осветление на тавана и осигуряващи кръгова линия на движение. Всяко ниво е с възможности на отделно експозиционно пространство. Галерията разполага с 245 м. експозиционна площ и климатична инсталация. Фондът ѝ през 1984 г. наброява 2368 картини.
В галерията периодично се откриват: художествените изложби „Кюстендилска пролет“ и „Струма“, както и редица гостуващи, персонални, юбилейни и други изложби. Съхранява и периодично урежда изложби и на други видни кюстендилски художници като Стоян Венев, Мориц Бенционов, Никола Мирчев, Асен Василиев и др. От създаването ѝ са реализирани 506 изложби както авторски, така и групови. В галерията излагат своите творби художници от Кюстендил, страната, както и престижни изложби на изтъкнати европейски и световни културни центрове и институти.
През 1980 г. авторски колектив от арх. М. Минева, инж. Вл. Марчинков, инж. Г. Даскалов, инж. В. Николова и С. Македонски разработва проект за разширение на галерията, а от 1981 г. започва строително-монтажните работи, които са завършени едва след 2000 г.
Галерията притежава основната и най-голяма колекция от творби на Владимир Димитров – Майстора, подредени в постоянна експозиция. Днес галерията разполага с 3180 творби от 585 автори, от които 1357 картини са на патрона на галерията Владимир Димитров – Майстора.
Фондът на галерията е разделен на няколко раздела:
- кюстендилски художници
- художници от страната
- антично, средновековно и възрожденско изкуство
- чуждестранно изкуство

Със събирателската дейност в галерията е създаден и систематизиран научен архив и документация. През 1975 г. галерията е обявена за „галерия – еталон“ от Министерството на културата.